# Patterdale Terrier

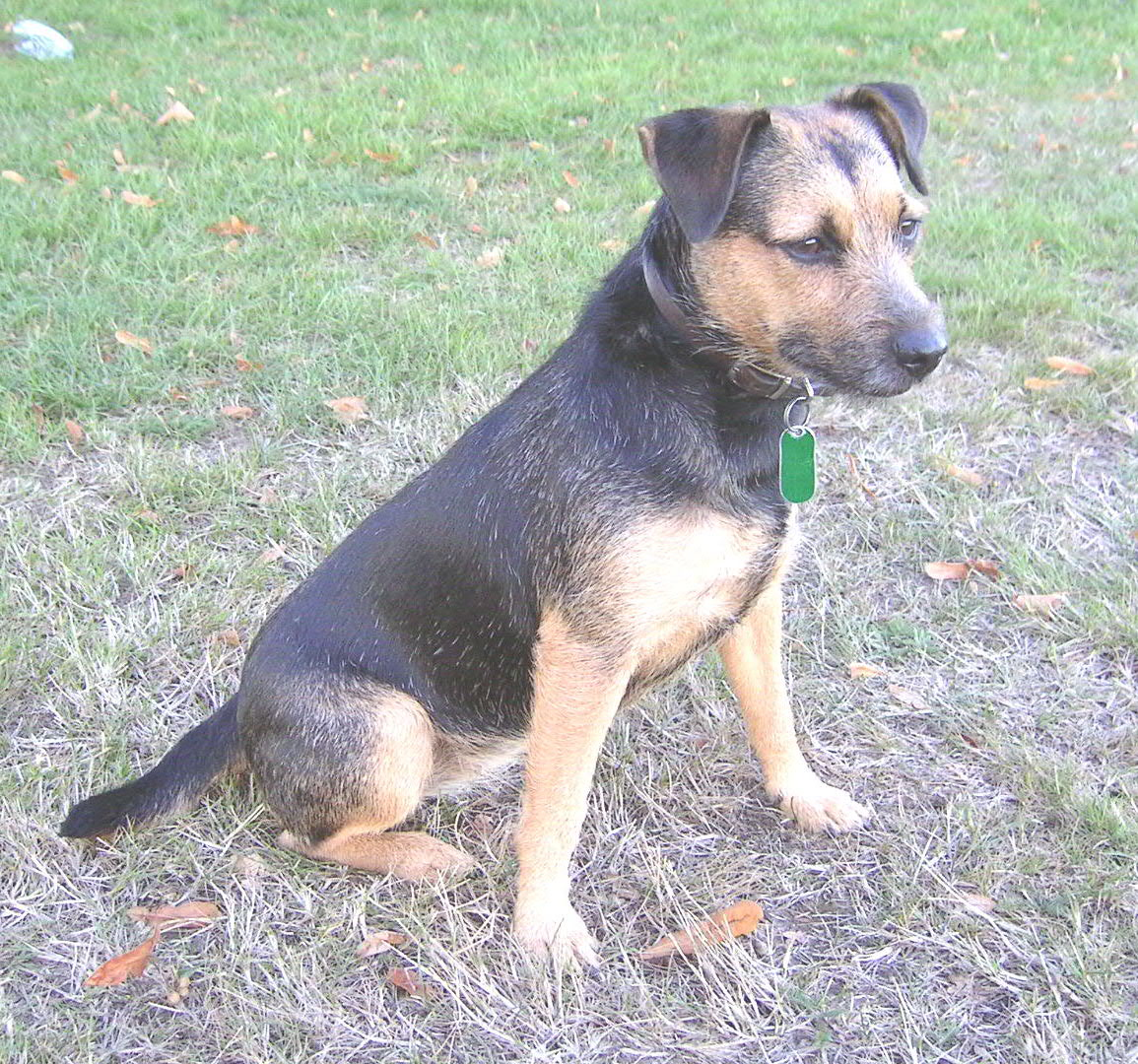
Patterdale Terrier a pelo ruvido

Il patterdale terrier è un terrier di proporzioni minuscole, cacciatore eccezionale, in grado di stanare anche un tasso. Grazie alla ridotta circonferenza toracica riesce ad infilarsi nelle tane più strette e ad inseguire l'animale selvatico. È un cane selezionato sulla base della sua abilità nel lavoro in tana.
Gli incroci sono stati realizzati partendo dalla razza Terrier, che hanno infine prodotto un cane molto combattivo e tenace nei confronti della caccia agli animali selvatici. La razza proviene dall'Inghilterra, ma è molto conosciuta anche in America. Specificatamente deriva da una razza da lavoro nota come Fell Terrier, di cui il patterdale rappresenta una varietà. I cosiddetti terrier da lavoro (working terriers in inglese) sono rappresentati essenzialmente da due gruppi: i fell terrier (includendo lo stesso patterdale) di colore scuro, ed i jack russell terrier di colore bianco o bianco con macchie.